# John Hays Hammond

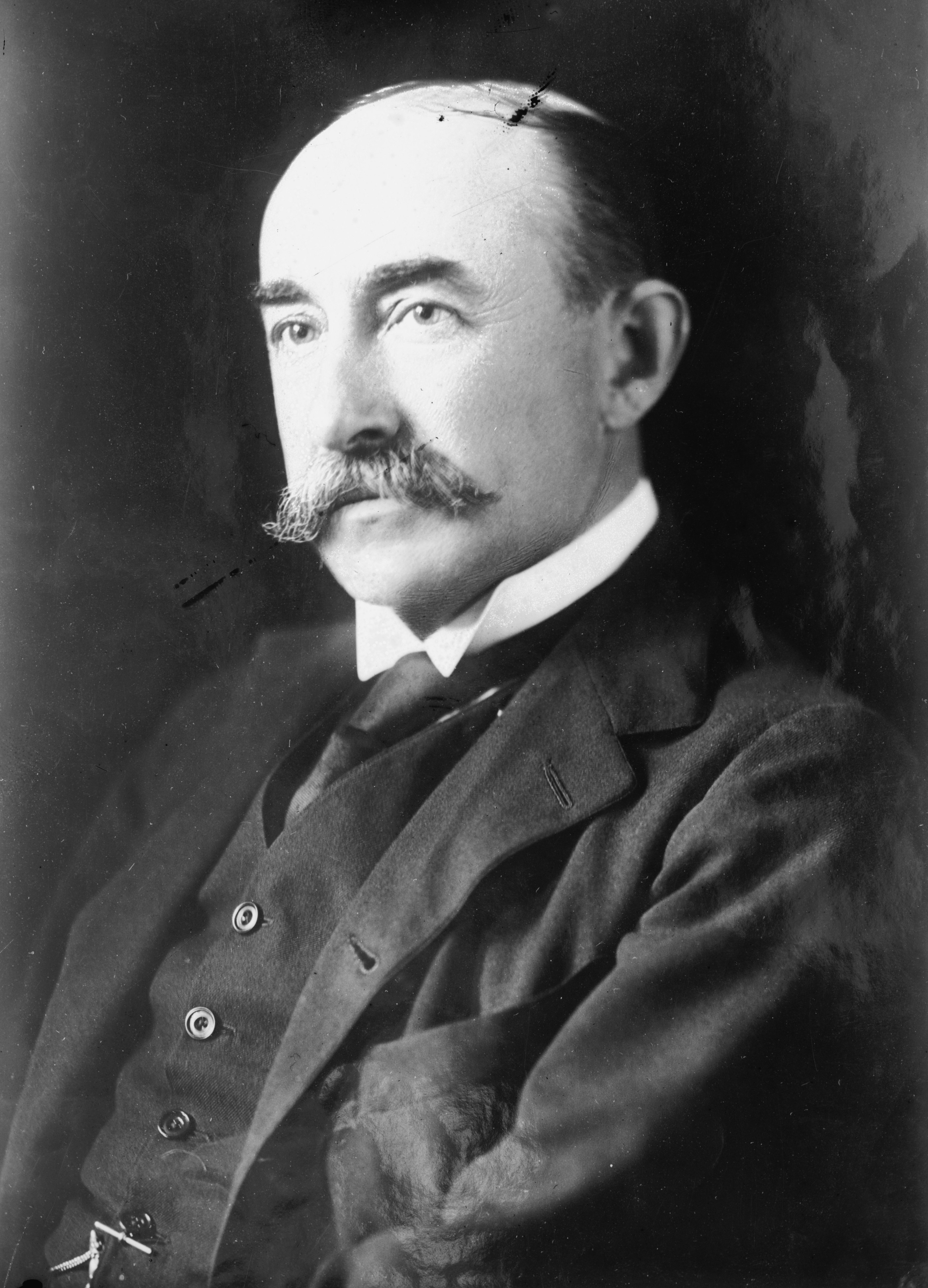
John Hays Hammond

John Hays Hammond (* 31. März 1855, San Francisco, Kalifornien, USA; † 8. Juni 1936, Gloucester, Massachusetts) war ein amerikanischer Geologe, Mineningenieur und Diplomat.

## Leben
Er wurde als Sohn von Major Richard Pindell Hammond und Sarah Hays Lea 1855 in San Francisco geboren, wohin seine Eltern im Rahmen des Kalifornischen Goldrausches gezogen waren. Er studierte in Yale und von 1876 bis 1879 an der Königlich-Sächsischen Bergakademie zu Freiberg, wo er auch seine spätere Ehefrau Natalie Harris traf, mit der er vier Kinder hatte.
Nach seinem Studium zog er zurück nach Nordamerika, wo er zuerst bei der US Geological Survey in Washington D.C. und später in Kalifornien sowie Mexiko arbeitete.
1893 ging Hammond nach Südafrika, wo er unter anderem für Cecil Rhodes sehr erfolgreich im Tiefbergbau von Gold und Diamanten arbeitete. Dabei war die politische Lage zwischen den Buren und den Briten sowie Amerikanern, die im Rahmen des Goldrauschs eingewandert waren, sehr angespannt.
1895 wurde Hammond aufgrund seiner Involvierung in den Überfall auf die Transvaal-Republik (Jameson Raid) verhaftet und später zum Tode verurteilt. Präsident Paul Kruger ließ ihn aber nach 6 Monaten gegen eine Geldstrafe frei.
Daraufhin ging Hammond nach England und im Jahr 1900 zurück nach Nordamerika, wo er  in Yale lehrte und im Rohstoffsektor reich wurde. 1914 wurde er in die American Academy of Arts and Sciences gewählt.
Er starb 1936 auf seinem Anwesen in Gloucester, Massachusetts. Der Hammond-Gletscher in der Antarktis ist nach ihm benannt.

## Familie
Sein Sohn John Hays Hammond, Jr. (1888–1965) war ein Erfinder, der in den USA als „Vater der Funkfernsteuerung“ bekannt wurde.